# Кируна (община)
Община Кируна (на шведски: Kiruna kommun) е разположена в лен Норботен, северна Швеция с обща площ 20 715 km2 и население 23 196 души (към 31 декември 2013). Административен център на община Кируна е едноименния град Кируна.